# 김양택 선생 묘
김양택 선생묘(金陽澤先生墓)는 대한민국 경기도 안산시 상록구에 있다. 2014년 4월 19일 안산시의 향토유적 제25호로 지정되었다.

## 개요
본관은 광산(光山). 자는 사서(士舒), 호는 건암(健庵). 김장생(金長生)의 5세손으로, 할아버지는 숙종의 장인 김만기(金萬基)이고, 아버지는 예조판서 김진규(金鎭圭)이다. 할아버지와 아버지에 이어 3대가 대제학을 역임, 당대에 이름을 떨쳤다. 저서로는 『건암집』이 있고 시호는 문간(文簡)임. 묘역에는 비갈, 상석, 문인석 1쌍, 망주석 1쌍 등이 있고 비갈은 1780년에 오석(烏石)으로 건립되었다. 비갈의 비문은 이조판서이자 대제학인 황경원(黃景源)이 지었고, 글씨는 손자인 김두공(金斗恭)이 썼음. 특히 비문의 앞면은 석봉 한호의 글씨를 집자하여 새겼다.